# Keian Genju

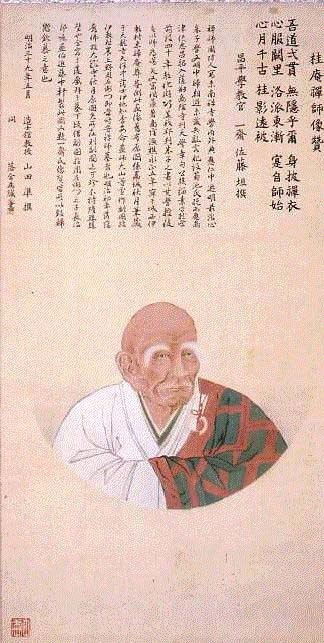
Keian Genju

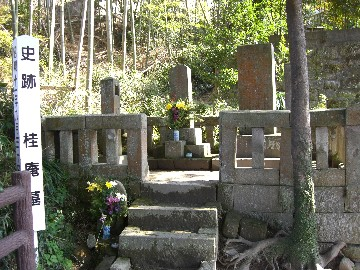
Grab des Keian Genju, Kagoshima

Keian Genju (japanisch 桂庵 玄樹; geboren 1427 in Akamaseki (Provinz Nagato); gestorben 28. Juni 1508) war ein japanischer Priester in der Muromachi-Zeit.

## Leben und Wirken
Keian Genju war ein Priester der Shōichi-Schule (宗聖一派) der Rinzai-Richtung des Buddhismus. Ein weiteres Go ist Tōin (島陰). Im Alter von 9 Jahren studierte er bei Keiho Genkin (景蒲 玄忻) von der Klause Unkōan (雲興庵) im Tempel Nanzen-ji, wobei er sich hauptsächlich mit inländischen und ausländischen Klassikern des Konfuzianismus der Gozan in Kyōto befasste und sich mit Gedichten beschäftigte.
Im Jahr 1467 reiste Keian mit der japanischen Gesandtschaft, die das China der Ming-Dynastie besuchte, und studierte unter anderem die Lehre der Cheng-Zhu-Schule. Nach seiner Rückkehr wurde er von den Shimazu nach Kagoshima eingeladen, wo er den Neokonfuzianismus lehrte. 
1481 veröffentlichte Keian „Daigaku shōku“ (大学章句), das war eine neue Ansicht zur Shushi-Lehre (朱子学), und wurde zum Gründer der „Satsunan-Schule“ (薩南学派). Er leitete daneben auch den Tempel Ankoku-ji (安国寺) in der Provinz Hyūga. Weiter residierte er im Kennin-ji und im Nanzen-ji. Er ist Autor von Publikationen wie „Shōin Gyosho“ (島陰漁唱), „Shōin Zakko“ (島陰雑考) und „Kehō Waten“ (家法和点).